# Diphyscium fasciculatum
Diphyscium fasciculatum là một loài rêu trong họ Buxbaumiaceae. Loài này được Mitt. mô tả khoa học đầu tiên năm 1859.